# Carlos César Castro
Carlos César Castro Varón (Ibagué, Tolima, Colombia, 26 de agosto de 1968) es un exfutbolista colombiano y entrenador de fútbol que actualmente dirige las divisiones menores del Deportes Tolima de la Categoría Primera A.

## Legado deportivo
Su hijo Kammir Castro jugó para el Deportes Tolima entre 2012 y 2014.

## Trayectoria

### Como Futbolista
Carlos César debutó gracias al entrenador "Cacique" Jorge Luis Bernal cuando apenas tenía 17 años de edad, jugando como volante de marca en un partido entre el Deportes Tolima y el Deportivo Independiente Medellín en el cual fue una de las figuras del encuentro. Después de su salida del vinotinto y oro paso por el Deportes Quindio, Deportivo Pasto y Atlético Huila. Tras 15 años de carrera disputaria más de 338 partidos oficiales.

### Como entrenador
A su retiro como jugador se dedicó a la formación de jugadores. Trabajo junto a Jorge Luis Bernal, Esteban Gesto, Hernán Torres y Eddy Villarraga en el Deportes Tolima.
El 26 de agosto de 2012 el Senador Camargo dueño del Deportes Tolima lo nombra como DT en encargado pero se queria en propiedad en el cargo durante 2 años, con altas y bajas se marcha de la institución el 9 de mayo de 2014. En 2015 dirigió al Jaguares de Córdoba club al que renunció el 3 de agosto.
En 2023 vuelve a dirigir profesionalmente como DT encargado al Deportes Tolima tanto en la rama Femenina como en la Masculina.

## Clubes

### Como jugador
| País          | Club             | Año                 | Partidos    | Goles       |
| ------------- | ---------------- | ------------------- | ----------- | ----------- |
| Colombia      | Deportes Tolima  | 1987-1993 1995-1998 | 238         | 8           |
| Colombia      | Deportes Quindio | 1994                | Desconocido | Desconocido |
| Colombia      | Deportivo Pasto  | 1999-2001           | 100         | 2           |
| Colombia      | Atlético Huila   | 2002                | Desconocido | Desconocido |
| Total carrera | Total carrera    | Total carrera       | 338         | 10          |

### Otros cargos
| País     | Club            | Año           | Rol               |
| -------- | --------------- | ------------- | ----------------- |
| Colombia | Deportes Tolima | 2007-2012     | Asistente técnico |
| Colombia | Deportes Tolima | 2016-presente | Formador          |

### Como entrenador
| Deportes Tolima · Colombia          | 1.ª                 | F-2012              | 19  | 8  | 6  | 5  | 2  | 0 | 0 | 2 | 2  | 1 | 0 | 1 | 23  | 9  | 6  | 8  | 47.83% |
| Deportes Tolima · Colombia          | 1.ª                 | 2013                | 42  | 14 | 16 | 12 | 14 | 6 | 4 | 4 | 8  | 3 | 3 | 2 | 64  | 23 | 23 | 18 | 47.92% |
| Deportes Tolima · Colombia          | 1.ª                 | A-2014              | 18  | 4  | 5  | 9  | -  | - | - | - | -  | - | - | - | 18  | 4  | 5  | 9  | 31.48% |
| Deportes Tolima · Colombia          | 1.ª                 | 2023 (e)            | 2   | 0  | 1  | 1  | -  | - | - | - | -  | - | - | - | 2   | 0  | 1  | 1  | 16.67% |
| Deportes Tolima · Colombia          | Total               | Total               | 81  | 26 | 28 | 27 | 16 | 6 | 4 | 6 | 10 | 4 | 3 | 3 | 107 | 36 | 35 | 36 | 44.54% |
| Jaguares de Córdoba · Colombia      | 1.ª                 | 2015                | 24  | 6  | 7  | 11 | 6  | 2 | 1 | 3 | -  | - | - | - | 30  | 8  | 8  | 14 | 35.56% |
| Jaguares de Córdoba · Colombia      | Total               | Total               | 24  | 6  | 7  | 11 | 6  | 2 | 1 | 3 | 0  | 0 | 0 | 0 | 30  | 8  | 8  | 14 | 35.56% |
| Deportes Tolima Femenino · Colombia | 1.ª                 | 2023 (e)            | 3   | 0  | 1  | 2  | -  | - | - | - | -  | - | - | - | 3   | 0  | 1  | 2  | 11.11% |
| Deportes Tolima Femenino · Colombia | Total               | Total               | 3   | 0  | 1  | 2  | 0  | 0 | 0 | 0 | 0  | 0 | 0 | 0 | 3   | 0  | 1  | 2  | 11.11% |
| Total en su carrera                 | Total en su carrera | Total en su carrera | 106 | 32 | 35 | 39 | 22 | 8 | 5 | 9 | 10 | 4 | 3 | 3 | 138 | 44 | 43 | 51 | 42.27% |
| 1. 2.                               |                     |                     |     |    |    |    |    |   |   |   |    |   |   |   |     |    |    |    |        |